# Copris numa
Copris numa är en skalbaggsart som beskrevs av Lansberge 1886. Copris numa ingår i släktet Copris och familjen bladhorningar. Inga underarter finns listade i Catalogue of Life.